# Ultra Violet

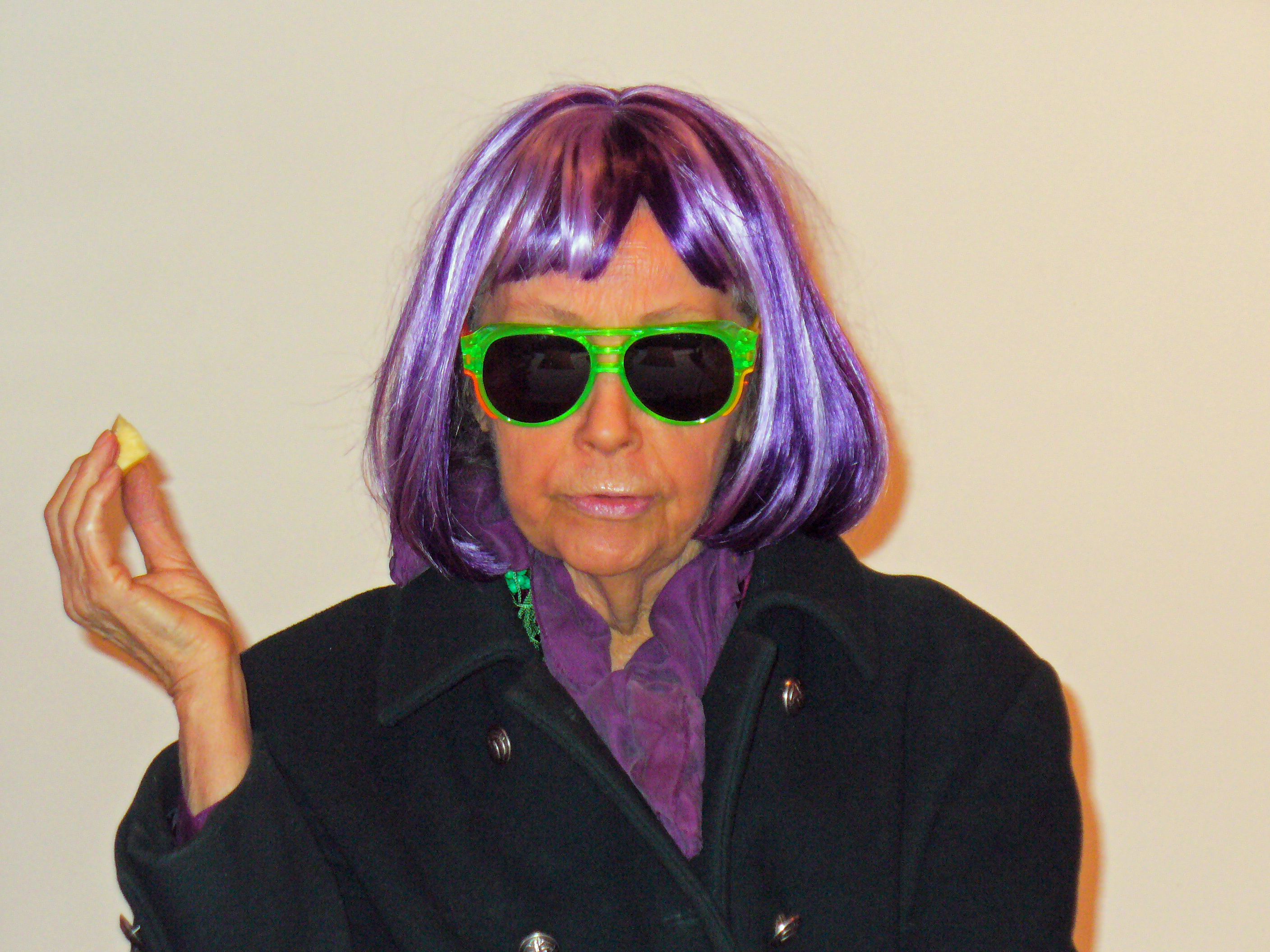
Isabelle Dufresne (2007)

Ultra Violet, właśc. Isabelle Collin Dufresne (ur. 6 września 1935 w La Tronche, Grenoble, zm. 14 czerwca 2014 w Nowym Jorku) – francusko-amerykańska artystka, pisarka i jedna z muz Andy’ego Warhola. 
Pochodząca z bogatej rodziny francuskiej, artystka okazała się autentyczną rzeczniczką Warhola; zawdzięczamy jej drobiazgowy opis czasu, jaki spędziła u jego boku w słynnej Fabryce. Książka Ultra Violet 15 minut sławy. Moje lata z Andy Warholem (wydana także w Polsce – 86 Press, 1992) przynosi wiele szczegółów z życia artysty.